# Teatro Piccinni
(Nicola Laforgia)

Foto d'epoca del Teatro Piccinni

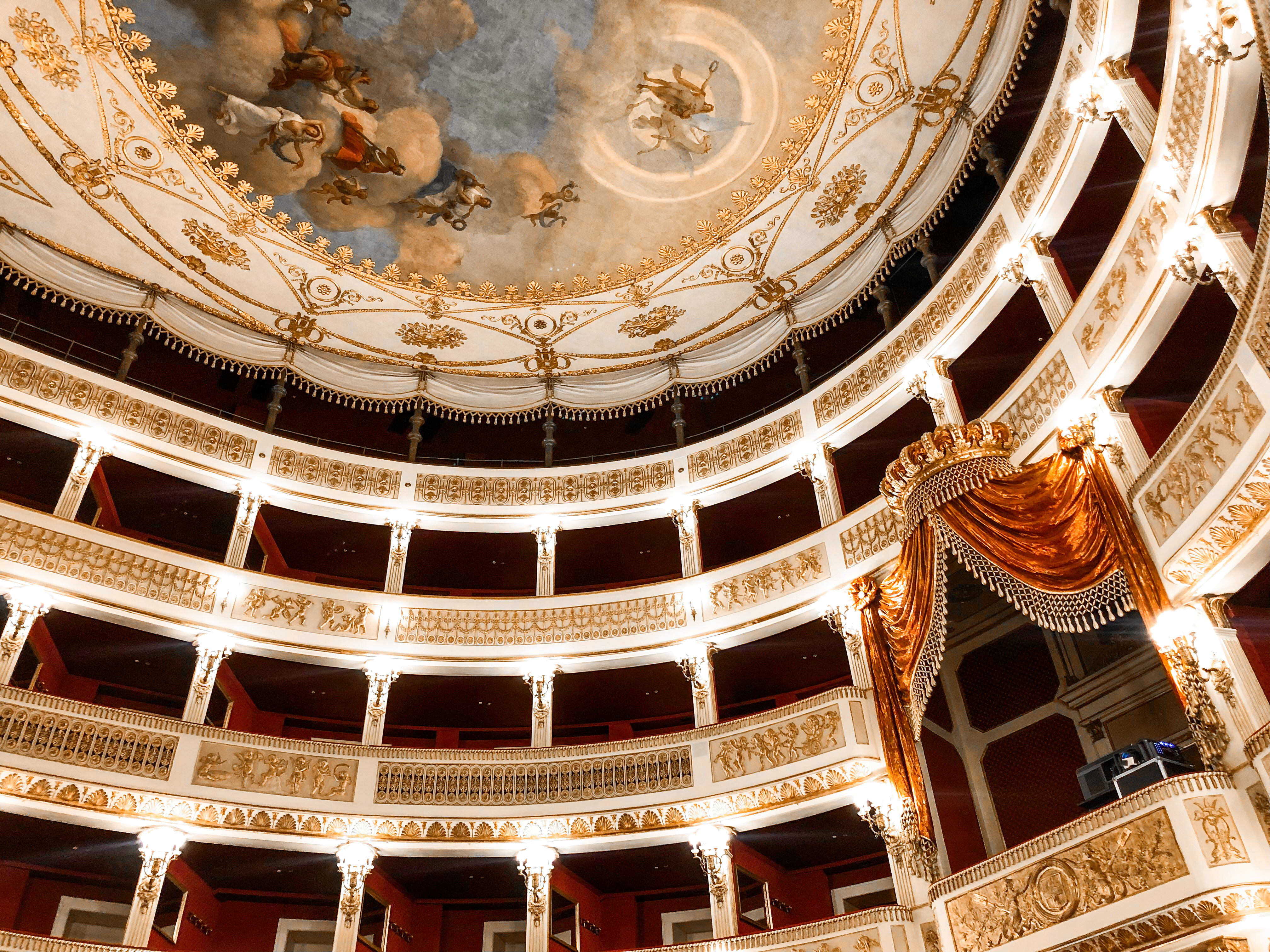
Scorcio della sala

Il teatro comunale Niccolò Piccinni, conosciuto semplicemente anche come teatro Piccinni, è il più antico teatro della città di Bari. A causa dell'incendio che nel 1991 ha distrutto il teatro Petruzzelli, è stato per quasi un ventennio la sala più importante del capoluogo sia per capienza sia per tradizione. Il Piccinni è inoltre, per dimensioni, il quarto teatro all'italiana della regione, dopo lo stesso Petruzzelli, il Politeama Greco di Lecce e il Verdi di San Severo.
Il Politeama è rimasto chiuso ed inattivo per circa nove anni, a causa di lunghi e meticolosi lavori di restauro e per problemi burocratici. È stato riaperto il 5 dicembre 2019, con una maratona di concerti sinfonici, jazz e di commedia, incominciata alle ore 18 e conclusasi alle ore 23 del giorno successivo, 6 dicembre 2019, festa di San Nicola, patrono della città. La lunga maratona è stata "offerta" dal comune di Bari ai suoi cittadini, i quali hanno potuto fruire di tali spettacoli gratuitamente.
Durante la maratona nel teatro, all'esterno sono stati organizzati spettacoli di artisti di strada.
Il teatro si trova sul corso Vittorio Emanuele II, importante via cittadina, nei pressi dei Giardini Isabella d'Aragona.

## Storia
All'inizio del XIX secolo il Comune di Bari disponeva di un proprio teatro ospitato nell'antico Palazzo del Sedile (risalente al XVI secolo) nella città vecchia; tuttavia esso era fatiscente e del tutto inadatto a ospitare un pubblico numeroso. Inoltre, con l'apertura del borgo murattiano la città si era espansa al di fuori delle antiche mura, dunque era necessario costruire un nuovo edificio teatrale.
I lavori iniziarono nel 1836 e furono conclusi solo nel 1854: il 30 maggio di quell'anno il Teatro, ancora senza denominazione ufficiale, fu inaugurato con un allestimento del Poliuto di Gaetano Donizetti.
Per quanto riguarda il nome, il Consiglio Decurionale aveva proposto inizialmente d'intitolare il nuovo Teatro a Maria Teresa d'Asburgo-Teschen, consorte di Ferdinando II delle Due Sicilie; tuttavia ella, a lavori già ultimati e col Teatro già inaugurato, espresse il suo diniego ad associare il suo nome a un luogo mondano. Così nel 1855 il Teatro fu intitolato al compositore barese Niccolò Piccinni.

## Eventi e rappresentazioni
Tra i direttori d'orchestra che hanno diretto al Teatro di Bari, si annovera Antonino Palminteri, presente sul podio del Piccinni nella stagione teatrale a cavallo tra il 1898 e il 1899, portando in scena Opere quali: La Bohème, La favorita, Il re di Lahore, La Gioconda. Gli esiti delle rappresentazioni furono eccellenti e apprezzatissimi, in particolare dalla Stampa che in occasione della messa in scena del Don Carlos così si espresse: "al Piccinni di Bari per il Don Carlos, primo artista si è rivelato il Cav. Palminteri che, coi mezzi limitatissimi di cui dispone, ha raggiunto effetti mirabili per precisione, per colore, per bellezza".